# Hôtel des Postes de Grenoble
L’hôtel des Postes de Grenoble (ou Poste centrale) est le principal bureau de poste de la ville de Grenoble, dans le département français de l'Isère. 
Cet édifice au style résolument moderne, œuvre de l'architecte lyonnais René Gagès, est achevé en 1971. Dominant le boulevard Maréchal Lyautey, il se compose d'un corps de bâtiment de quatre étages abritant le bureau de poste et flanqué d'une tour de onze étages d'une hauteur de 57,32 mètres dominant les quartiers de l'hyper centre de Grenoble.

## Situation et description
L'ensemble architectural est situé au No 11 du boulevard Maréchal Lyautey, l'autre côté de cet ensemble bordant la place d'Aprvil dans le quartier de l'hyper centre de Grenoble. Il s'agit de deux structures accolées : un immeuble de bureaux de quatre étages, adossé à un immeuble de bureaux et de logements de onze étages, présentant une surface totale de plancher de 18 250 m².

## Histoire
Le premier service de télégraphe public grenoblois est installé au rez-de-chaussée d'un immeuble situé à l'angle des rues Condillac et Marcel-Benoist, mais le lieu étant considéré comme trop exigu, l'administration des postes et télégraphes demande, dès l'année 1882, à la ville de céder un terrain afin d'y faire édifier un hôtel des Postes digne de ce nom.

### Le premier hôtel des Postes
Tout d'abord prévu pour être construit au carrefour de la rue du Lycée et de la rue Lafayette, le premier hôtel des Postes dénommé « Hôtel des Postes et des Télégraphes », sera, en fait, construit entre 1886 et 1888, sur la place Vaucanson appartenant à la mairie et situé face à l'actuel square du Dr-Henri-Martin qui sera, à cette occasion, dénommé « square des Postes ». 
Incendié en 1908, puis reconstruit, le bâtiment est ensuite définitivement démoli en 1967, en prévision de son remplacement à l'occasion des Jeux Olympiques d'hiver, organisé à Grenoble en 1968.

### Le second hôtel des Postes

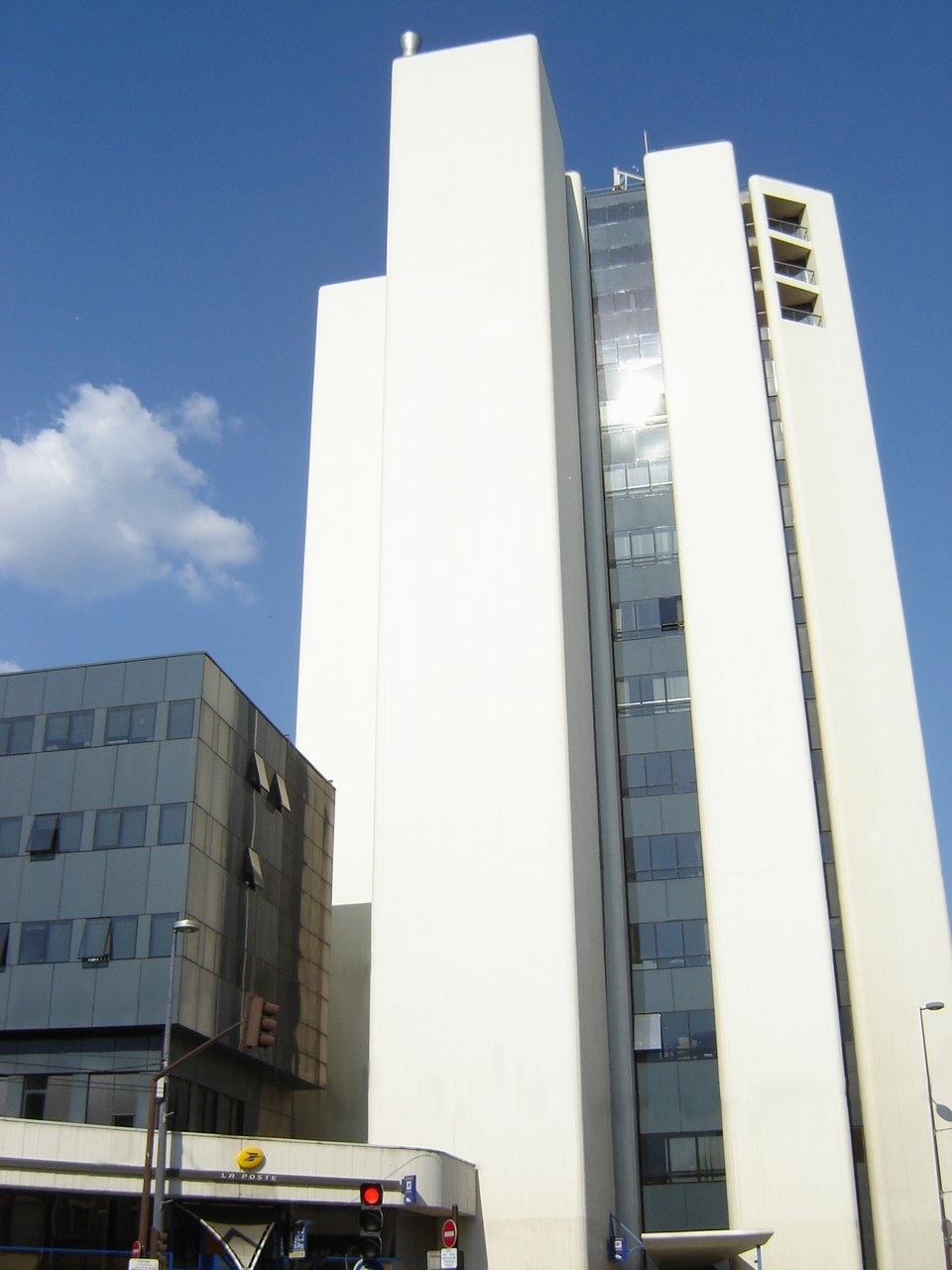
Tour de l'hôtel des Postes

Le projet d'un nouvel hôtel des Postes propose la construction d'un bâtiment dit « totémique », au niveau du centre-ville de Grenoble, en « l’adaptant aux usages de la ville de demain ». Il respecte la forme architecturale conçue par l’architecte René Gagès en 1967, en vue des Jeux olympiques d’hiver de 1968 mais il ne sera achevé que durant l'année 1971. Cet IGH de 11 étages et de plus de 50 m de haut est complété par un autre bâtiment, en forme de U de quatre étages et accueillant le bureau de poste,.
En 2020, une transformation complète du site est décidée. Le programme lancé par La Poste dénommé « Appels à projets Années 70 » propose la refonte de la tour actuelle en un grand immeuble « mixte »  à dominante résidentielle. Une centaine logements privés et sociaux seront associés avec des espaces tertiaires complétés par un espace de co-working. En sous-sol, l'installation d'une salle d’escalade « indoor » est prévue et au dernier étage, un lieu d’échange pluridisciplinaire permettra aux visiteurs de découvrir une vue imprenable, tout en participant à des événements culturels et artistiques. La fin des travaux est prévue pour l'année 2023.